# Kelcie Banks
Kelcie Herron Banks (* 8. Mai 1965 in Chicago) ist ein ehemaliger US-amerikanischer Boxer.

## Boxkarriere
Der rund 1,83 m große Federgewichtler (bis 57 kg) gewann 1984 die Chicago Golden Gloves, 1985 die National Golden Gloves, sowie 1986 und 1987 die US-amerikanischen Meisterschaften. Zudem ist er Gewinner des Olympic Festivals in den USA von 1986 und 1987.
Auf internationaler Ebene gewann er 1985 die Silbermedaille beim Weltcup in Südkorea und 1986 die Goldmedaille bei den Weltmeisterschaften in Reno. Er besiegte auf dem Weg zum Titel Memet Kılıç, Türkei (K. o.), Bill Downey, Kanada (5:0), Andreas Zülow, DDR (4:1) und Jesus Sollet, Kuba (4:1). 1987 folgte die Goldmedaille bei den Panamerikanischen Spielen in Indianapolis.
Bei den Olympischen Sommerspielen 1988 in Seoul, verlor er völlig überraschend noch im ersten Kampf durch K. o. in der ersten Runde gegen Regilio Tuur aus den Niederlanden.
Nach über 500 Amateurkämpfen, wechselte er schließlich 1989 zu den Profis. Dort bestritt er 30 Kämpfe mit 22 Siegen, 6 Niederlagen und 2 Unentschieden. Zwei seiner Niederlagen erlitt er gegen Ike Quartey und Keith Holmes. 1997 beendete er seine Karriere nach einer K. o.-Niederlage in der ersten Runde gegen den Dänen Søren Søndergaard.